# Linnaemya ethelia
Linnaemya ethelia là một loài ruồi trong họ Tachinidae.